# Твердовський Осип Матвійович
Осип Матвійович Твердовський (1 листопада 1891 м. Ніжин, Чернігівщина — † 16 квітня 1930 м. Еш-сюр-Альзетт, Люксембург) — український військових та громадський діяч. Учасник Бою під Крутами, Бою за Вапнярку та Сербинівку. На еміграції — керівник станиці ОУН у Люксембурзі.

## Життєпис
Народився в місті Ніжині в становій козацькій сім'ї. Охрещений наступного дня в Ніжинській Іоанно-Богословській церкві з ім'ям Іосиф. Його батько — ніжинський становий козак Матвій Симеонович (очевидно, Семенович) Твердун, мати — Явдоха Іванівна. (Зберігся документ, який чітко вказує на місце знаходження будинку (збережений), у якому народився та виріс Осип Твердовський).
Закінчив Ніжинську гімназію.

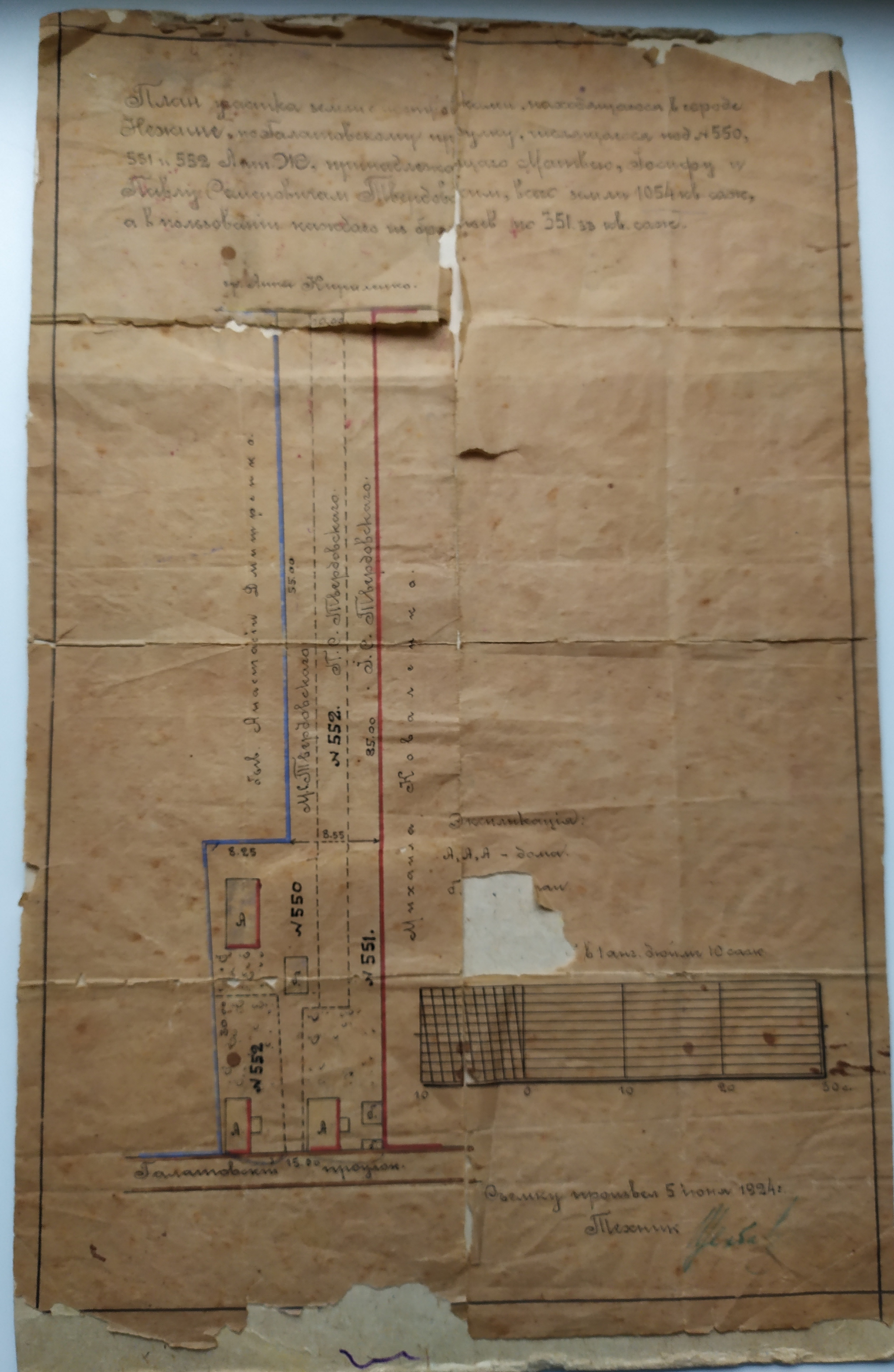
Технічний паспорт на земельну ділянку родини Твердовських

Під час Першої світової війни — хорунжий російської армії. Нагороджений за хоробрість орденом святого Георгія.

### У боротьбі за Україну
На початку революції 1917 року бере участь у боях як комендант (командир) українізованого куреня під Тарнополем (сучасна назва — Тернопіль), де вдруге поранений у голову. По загоєнню рани, замість дати зробити собі конче потрібну операцію голови та основно лікуватися, втікає під час навали більшовиків (наступ Муравйова) зі шпиталю, продирається до Ніжина.
У січні 1918 року організував у Ніжині разом з рідним братом Матвієм Твердовським загін для оборони УНР від російсько-більшовицьких військ Муравйова. Приєднався разом зі своїм загоном до сотні Студентського куреня на станції Крути. Під час бою під Крутами проривається крізь лави більшовиків і ховається в лісах, здійснюючи разом із товаришами партизанські набіги на загарбників. По тяжких боях виганяє більшовиків із міста та опановує його до приходу німецьких союзників.
Після підписання Українською Центральною Радою Берестейського миру німецькі та австрійські війська розпочали визволення країни спільно з Армією УНР. У цей час Осип Твердовський із повстанцями займає Ніжин ще до приходу армій союзників.
Згодом вступає до Київської інструкторської школи, по закінченні якої його призначають до Брацлавського полку в місто Тульчин. Там, як один із найкращих старшин, стає командантом підстаршинської інструкторської сотні. Невдовзі був відкомандирований до 1-го київського сердюцького полку, але відмовився в ньому служить, оскільки він майже цілком складався з московських старшин, настроєних ворожо до українців, та повернувся до брацлавського полку. Під час протигетьманського повстання (1918) бере активну участь у боротьбі з московськими карними відділами, сформованими з числа російського офіцерства.
За часів Директорії УНР Осип Твердовський був заступником команданта бронепотягу «Помста» (посаду команданта займав його брат Матвій), а невдовзі, після загибелі брата, став комендантом та вславився низкою героїчних вчинків. Його бронепоїзд узяв участь у битві за Вапнярку на Вінниччині 26-27 липня 1919 року, яка завершилася перемогою 3-ї Залізної дивізії армії УНР. Заподіяв шкоду ворожому бронепоїзду Армії півдня Росії (білогвардійцям). Також успішно захистив відступ української армії біля села Сербинівка на Хмельниччині, проте зазнав важких втрат в особовому складі.
Поранений у боротьбі з більшовиками попадає до польського полону (утримується в таборах у Ланцуті та Брест-Лито́вську). Там вступає до 6-ї січової стрілецької дивізії армії УНР під командуванням Марка Безручка.

### На еміграції
Після поразки визвольних змагань опиняється на еміграції. Потрапивши на інтернування до Польщі, працює як робітник у Каліші, жертвуючи із зароблених грошей великі суми на різні національні потреби (напр. […] на «Українську Трибуну»). Але незабаром залишає Польщу та переїжджає до Західної Європи. Працює тяжко в копальнях у Франції, потім на фабриці, а в кінці переноситься до Люксембургу. З тяжко зароблених грошей залишає собі мінімальну частину; решту віддає різним українським установам та організаціям, як рівно ж допомагає батькам, які залишилися без кусника хліба.

### У лавах ОУН
У 1925 році Твердовський вступив до Леґії українських націоналістів і очолив її осередок у Люксембурзі. Згодом був серед ініціаторів утворення ОУН.
З 1929 року стає керівником відділу Організації українських націоналістів у Люксембурзі та в суміжних областях Франції. Одночасно він став уповноваженим ПУН на цій території.
Помер під час операції на мозку 16 квітня 1930 року.

## Місце поховання
Похований на міському кладовищі Святого Йозефа за адресою: Rue du Cimetière, 4059 Esch-sur-Alzette, реєстраційний номер № 17055. Могила розташована у лівій частині кладовища, сектор № 89. Місце поховання оплачено українкою зі США до 2032 року. В одній могилі з Осипом Твердовським похований Олекса Чуб (1897—1984), ймовірно сотник Армії УНР.

## Вшанування пам'яті
- 17 травня 2018 року на честь Осипа Твердовського у його рідному місті Ніжині на стіні корпусу школи, у якій він навчався (тепер це загальноосвітня школа № 4) відкрито меморіальну дошку[4][5]. Головним ініціатором та організатором проєкту виступив Владислав Попович.

Вояки АТО біля меморіальної дошки Осипу Твердовському в Ніжині

- У багатьох містах України є Вулиця Героїв Крут, названа на честь учасників бою під Крутами, до яких належить і Осип Твердовський.